# Robert Chesal
Robert Chesal (Newark (New Jersey) 1965) is een Amerikaans-Nederlandse onderzoeksjournalist, vertaler, auteur en docent in journalistiek en mediastudies. 
Robert Chesal groeide op in Zuid-Florida en studeerde van 1983 tot 1987 aan de Universiteit van Florida en aansluitend vier jaar aan de Universiteit van Utrecht. Na zijn studie was hij enkele jaren correspondent voor BBC World Service, Deutsche Welle en andere omroepen. 
Van 1991 tot 2012 was hij verslaggever internationale actualiteiten voor de Wereldomroep. Zijn Engelstalige reportages werden via verscheidene buitenlandse media verspreid. Zo maakte hij onderzoeksrapporten, nieuwsanalyses en hoofdverhalen voor onder meer NOS, NRC Handelsblad en The Guardian. 
Chesal won meerdere journalistieke prijzen. Zo kreeg hij in 1994 en 2002 een prijs voor zijn radiodocumentaires op de New York Festivals. In 2010 werd hij samen met Joep Dohmen van NRC Handelsblad Journalist van het Jaar. Ze wonnen hun prijs door hun onthullingen over seksueel misbruik in de Nederlandse katholieke kerk.
Vanaf 2012 gaf hij les aan masterstudenten journalistiek aan de Rijksuniversiteit Groningen en de Campus Den Haag (Universiteit Leiden) (LUC) in Den Haag. 
Eind 2017 kwam hij in dienst bij de NOS als redacteur buitenland voor radio en online.
In zijn non-fictie boek Een verzwegen leven geeft hij een persoonlijk relaas over zijn jeugd waarin hij seksueel werd misbruikt.

## Prijzen
- Journalist van het Jaar (2010)
- De Loep (2010)
- De Tegel (2010)